# Баркиндо, Мохаммед
Мохаммед Сануси Баркиндо (англ. Mohammed Sanusi Barkindo; 20 апреля 1959, Йола, штат Адамава, Нигерия — 5 июля 2022) — нигерийский политик, генеральный секретарь Организации стран — экспортёров нефти (ОПЕК) (с 1 августа 2016 по 5 июля 2022). Почётный доктор наук Технологического университета имени Модибо Адама в Йоле.

## Биография
Родился 20 апреля 1959 года в Йоле, (штат Адамава, Нигерия).
В 1981 году получил степень бакалавра политологии в Университете имени Ахмаду Белло в городе Зариа в штате Кадуна, в 1988 году получил диплом специалиста в области экономики и управления нефтяной промышленностью в Оксфордском университете в Великобритании, а также степень магистра в области делового администрирования в Юго-Восточном университете в Вашингтоне в США.
Мохаммед Баркиндо в течение 23 лет работал на различных должностях в Нигерийской национальной нефтяной корпорации (Nigerian National Petroleum Corporation, NNPC). Он возглавлял представительство NNPC в Лондоне, был управляющим и исполнительным директором по вопросам торговли нефтью и газом. В 1993—2008 годах работал заместителем управляющего директора Nigeria LNG — совместного предприятия NNPC, Royal Dutch Shell, Total и Eni. С 2009 года по 2010 год Баркиндо был управляющим директором NNPC.
С 1986 года — в ОПЕК, сначала — в качестве члена делегации Нигерии, а в 1993—2008 годах он был представителем Нигерии в ОПЕК. В течение 15 лет Баркиндо являлся членом экономической комиссии ОПЕК от Нигерии. В 2006 году он исполнял обязанности генерального секретаря ОПЕК. 2 июня 2016 года на конференции ОПЕК Мохаммед Баркиндо был назначен генеральным секретарем организации со вступлением в должность с 1 августа 2016 года сроком на три года.
5 июля 2022 года скоропостижно скончался от тромбоэмболии.